# Quebrada La Escalera
La Quebrada La Escalera es un curso natural de agua seco ubicado en la Región de Tarapacá, Chile. Fluye hacia el suroeste, entre la quebrada de Aroma y la quebrada de Tarapacá, hasta disiparse en el llano central de la pampa del Tamarugal.
Esta quebrada confluye con la quebrada de Guasquiña o Huasquiña.

## Historia
Luis Risopatrón la describe como:: 319 
Escalera (Quebrada de la) 19° 45’ 69° 27'. Seca, corre hacia el SW i desemboca en la márjen N de la de Guasquina, de la que queda separada por un angosto filo; en su lado S se encuentran verdaderas escaleras de piedra, por las que se pasaba a la quebrada de Guasquiña. 77, p. 120; 116, p. 280 i 290; 134; i 140, pl. XLVII de Paz Soldán (1865); i 156.
Sobre la quebrada de Guasquiña o Huasquiña informa lo siguiente:: 379 
Guasquiña (Aldea) 19° 45' 69° 25'. De corto caserío, poblada por indíjenas, se encuentra a 1 970 m de altitud, en un oasis pintoresco de la quebrada del mismo nombre, que cuenta con mui buena agua que permite el cultivo de flores granados, perales, vides i siembras de maiz i trigo; es lugar de baños, con aguas que tienen 4° o 5° C mas que la temperatura del aire ambiente. En los alrededores hai pocos pastos i escasos recursos. 2, 7, p. 223; 62, II, p. 382; 63, p. 90 i 100; 68, p. 101; 134; i 156; pueblo en 77, p. 40; pueblecito en 116, p. 280, 291 i 396; i caserío en 164, VII, p. 999; pueblo Huasquiña en 87, p. 429; aldea en 101, p. 43; i sembrío en 149, I, p. 143; i aldea Guasquina en 155, p. 302.
Guasquiña (Quebrada de) 19° 45' 69° 25'. Seca, corre hacia el SW, separada por un angosto filo de la quebrada de La Escalera, que queda al lado N i con la que se une a corta distancia al SW de la aldea de aquel mismo nombre. 77, p. 38; 116, p. 280 i 290; 134; i 156; i de Huasquiña en 95, p. 48.
También informa sobre:
Pacumiña (Aguada de) 19° 41' 69° 14'. Es escasa i revienta en una quebradilla de la parte superior de la quebrada de Guasquiña; presenta cultivos intermitentes. 62, II, p. 382; 116, p. 291; 134; i 156.